# مايك هراري
مايك هراري (بالعبرية: מייק הררי) ضابط اغتيالات إسرائيلي، شغل منصب مدير وحدة كيدون الإسرائيلية ويعد من أبرز الشخصيات الاستخباراتية في إسرائيل نظراً للمهام التي قام بها، وتوفي في 21 سبتمبر 2014 

## نبذة
ولد «مايك» هراري في 18/2/1927

## حياته
تولّى مايك هراري في بداية حياته عملية تهريب اليهود إلى فلسطين خلال الانتداب البريطاني لفلسطين فيما عرف بالهجرة غير الشرعية بعد الحرب العالمية الثانية. ثم خدم في الجيش الإسرائيلي ومن ثم في الشاباك  وهو جهاز الأمن الداخلي قبل أن يتم تجنيده من قبل الموساد في 1960. خلال الفترة التي قضاها في جهاز الموساد كان يدير شبكة من العملاء في أوروبا من مقر إقامته في روما وباريس، في تلك الفترة تولّى رئاسة وحدة كيدون داخل جهاز الموساد وهي وحدة المكلفة بتنفيذ عمليات الاغتيالات تعتبر هذه الفرقة من وحدات النخبة.

## مؤتمر القمة العربي في الخرطوم
على إثر هزيمة عام 1967 عقد القادة العرب اجتماعا في الخرطوم فيما عرف بقمة اللاءات ثلاثة: لا صلح ولا اعتراف ولا تفاوض وذلك لبحث تداعيات الهزيمة وقد تبين أن مايك هراري كان برفقة دافيد قمحي
وشبتاي شافيت الذي أصبح فيما بعد مدير الموساد متسترين بغطاء صحفي يراقبون الوفد الفلسطيني والذي كان برئاسة أحمد الشقيري وعضوية سعيد السبع وشفيق الحوت 

## غضب الرب
هو من تولّى عملية الرد الإسرائيلي فيما عُرف ب عملية غضب الله (قائمة غولدا مائير ) بعد عملية ميونخ 5-9-1972 أقام في لبنان و نفذ عدد كبير من الاغتيالات داخل لبنان وخارجه مثل اغتيال وائل زعيتر في روما في 16/10/1972، و محمود الهمشري في باريس في 8/12/1972، و باسل الكبيسي في باريس أيضاً في 6/4/1973. و غسان كنفاني في بيروت في 8/7/1972، وأرسل طروداً مفخخة لتنفجر بين أيدي أنيس الصايغ في 19/7/1972، و بسام أبو شريف في 25/7/1972 يقول الصحفي الإسرائيلي رونين بريغمان أن ماك هراري كان وراء اغتيال القادة الفلسطينين الثلاثة في بيروت أبو يوسف النجار وكمال عدوان وكمال ناصر فيما عرف
بعملية فردان بعد هذه العملية انتقال إلى شمال لبنان وحاول اغتيال سعيد السبع  في مدينة طرابلس (لبنان) وأقام مقابل منزله متستّرا بشخصية قس مسيحي يحمل اسم روبرت مالوي إلا أنه كشف فغادر لبنان مع مجموعته إلى إسرائيل و منها إلى النرويج لاغتيال أحمد بوشيقي  في خطوة لم يعرف الهدف الحقيقي منها وقد ادّعى الموساد أنه بسبب الشبه بينه وبين علي حسن سلامة مع العلم أن أبو حسن كان تحت أنظار جهاز الموساد في بيروت من خلال عمليته أمينة داود المفتي الذي كانت على تواصل معه،
فيما بعد وضع الموساد سيارة مفخخة له في بيروت عام 1979.
وعلى الرغم من فشل مايك هراري في النرويج وطرابلس شمال لبنان إلا أنه لعب دورا رئيسيا عام 1976 في عملية عينتيبي عندما قاد فريق كومندوس إسرائيلي لتحرير الرهائن الإسرائليين وقتل وقتها يوناتان نتنياهو شقيق رئيس الوزراء بنيامين نتانياهو.

## عملية طرابلس
بعد عملية عملية فردان والذي راح ضحيتها ثلاثة من قادة المقاومة الفلسطينية أبو يوسف النجار كمال عدوان كمال ناصر بدء القلق يساور سعيد السبع بعد أن فقد صديقه كمال عدوان في نفس الوقت وصل إلى مدينة طرابلس (لبنان) مجموعة من الأجانب بجنسيات مختلفة كانوا جميعا أعضاء في فريق كيدون المخصص للعمليات الخارجية والاغتيالات لاستكمال استهداف قادة الفدائيين في الشمال. وقد أقامت الشبكة في شارع الثقافة وتحديداً حول منزل سعيد السبع أبو باسل. كان على رأس الفرقة تسفي زامير وبرفقته دافيد قمحي نائب رئيس جهاز الموساد إضافة إلى مايك هراري، رئيس وحدة كيدون الإسرائيلية، منتحلاً صفة القس روبرت مالاوي، والذي تبين أنه مطرود من السودان لأسباب سياسية.
لكن أكثر ما أثار الريبة كانت تحركات الألماني أورلخ لوسبرخ والذي سكن في شقة خطيبته اللبنانية جميلة معتوق المواجهة لشقة سعيد السبع. والذي تبين فيما بعد ان اسمه الحقيقي داني ياتوم ،فبعد سكن الأخير في منزل خطيبته جميلة معتوق المواجهة لشقة سعيد السبع لاحظ أنه كثيرا ما يسهر على شرفة منزل خطيبته محاولاً التقاط الصور عندها اتصل سعيد السبع مع قريب زوجته النائب طلال المرعبي الذي أبلغ الأمن العام اللبناني وبنفس الوقت كلّف سعيد السبع عدد من الفدائيين لمراقبة أورلخ لوسبرخ. فتبين أنه يتردد على محل رينوار للتصوير في شارع عزمي وسط مدينة طرابلس (لبنان) ولدى مراجعة صاحب المحل تبين أنه يملك مغلف صور يحتوي على كل أقسام منزل سعيد السبع. وعند الاستفسار من صاحب محل التصوير تبين أن ملكية الصور تعود للسائح الإسكتلندي جيمس بول والذي تبين أنه تسفي زامير وبرفقته دافيد قمحي، نائب رئيس الموساد الذي قاد الفريق الإسرائيلي للمفاوضات مع الحكومة اللبنانية فيما عرف باتفاق 17 أيار، كما أنه سبق أن كان مشاركا إلى جانب مايك هراري في عملية مراقبة الوفد الفلسطيني المشارك في مؤتمر القمة العربية 1967 (الخرطوم) المكون من أحمد الشقيري وشفيق الحوت وسعيد السبع، أدى هذا الكشف إلى وضع جيمس بول وارورلخ لوسبرغ تحت المراقبة فتبين أنهم يلتقون باستمرار في أماكن مختلفة خارج مكان سكنهم بينما كانوا لا يتحدثون مطلقا مع بعضهم البعض عند لقائهم في شارع الثقافة، حيث سكنهم. أدت هذه المعطيات مجتمعة إلى إفشال عملية اغتيال سعيد السبع وهروب المجموعة الأخرى الذي كانت تسكن فوق منزله المكونة من ثلاثة بريطانيين رجلان وامراة يعتقد أنها سلفيا روفئيل، التي اعتقلت فيما بعد في النرويج على خلفية اغتيال أحمد بوشيقي، إضافة إلى القس الأميركي روبرت مالوي (مايك هراري) والذي كان يسكن فوق الشقة التي يقيم فيها أورلخ لوسبرخ المواجهة لشقة سعيد السبع والمهندس الإسكتلندي جيمس بول (دافيد قمحي ) الذي تبعد شقته خمسين متر عن شقة أورلخ لوسبرخ والتي منها تم أخذ أغلب الصور لمنزل سعيد السبع. بعد هذا الإخفاق غادر فريق الاغتيالات لبنان إلى إسرائيل ومنها إلى النرويج ليتم تصفية أحمد بوشيقي بتاريخ 21/7/1973 النادل المغربي بعد الاشتباه به أنه علي حسن سلامة. بينما بقي أورلخ لوسبرغ في مدينة طرابلس لتنفيذ مخطط تفجير الأوضاع بين الدولة اللبنانية والمقاومة الفلسطينية .

## نشاطه في أميركا اللاتينية
في مرحلة لاحقة انتقل مايك هراري إلى أميركا الاتينية ليدير شبكات الموساد هناك وأقام علاقة قوية مع ديكتاتور بنما الجنرال مانويل نورييغا. عاد إلى إسرائيل قبل أو خلال الغزو الأمريكي لبنما عام 1989، في وقت لاحق ظهر مايك هراري على شاشة التلفزيون الإسرائيلي ونفى أنه كان في أي وقت مضى مستشاراً مقربا من الجنرال مانويل نورييغا.

## دوره في اغتيال جمال عبد الناصر
قبل وفاته بوقت قليل أعطى حديث لجريدة يديعوت أحرنوت تحدث فيه كيف أن غولدا مائير كلفته بقتل الرئيس جمال عبد الناصر الأولى في عام 1960 و الثانية في عام 1970 وقال أنه أصبح على بعد طلقة من الرئيس جمال عبد الناصر يعتقد أن هذه الحادثة وقعت في السودان عندما زار الرئيس عبد الناصر الخرطوم بتاريخ 1/1/1970 وافتتح في اليوم التالي معرض الثورة الفلسطينية برفقة جعفر النميري، وكان في استقباله صبري البنا أبو نضال الذي غادر الخرطوم إلى بغداد في ظروف غامضة.